# Fleuthebrücke

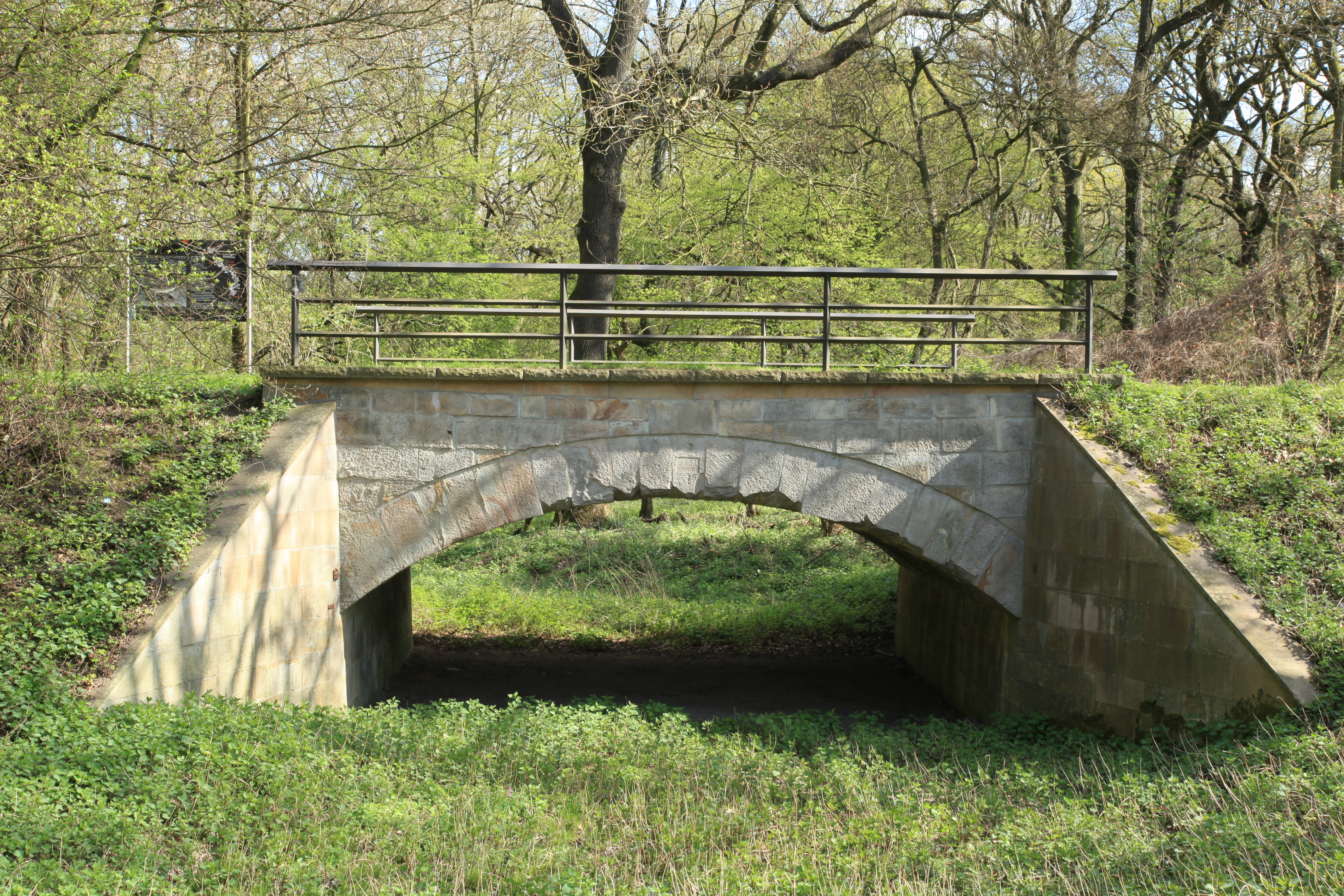
Fleuthe-Brücke

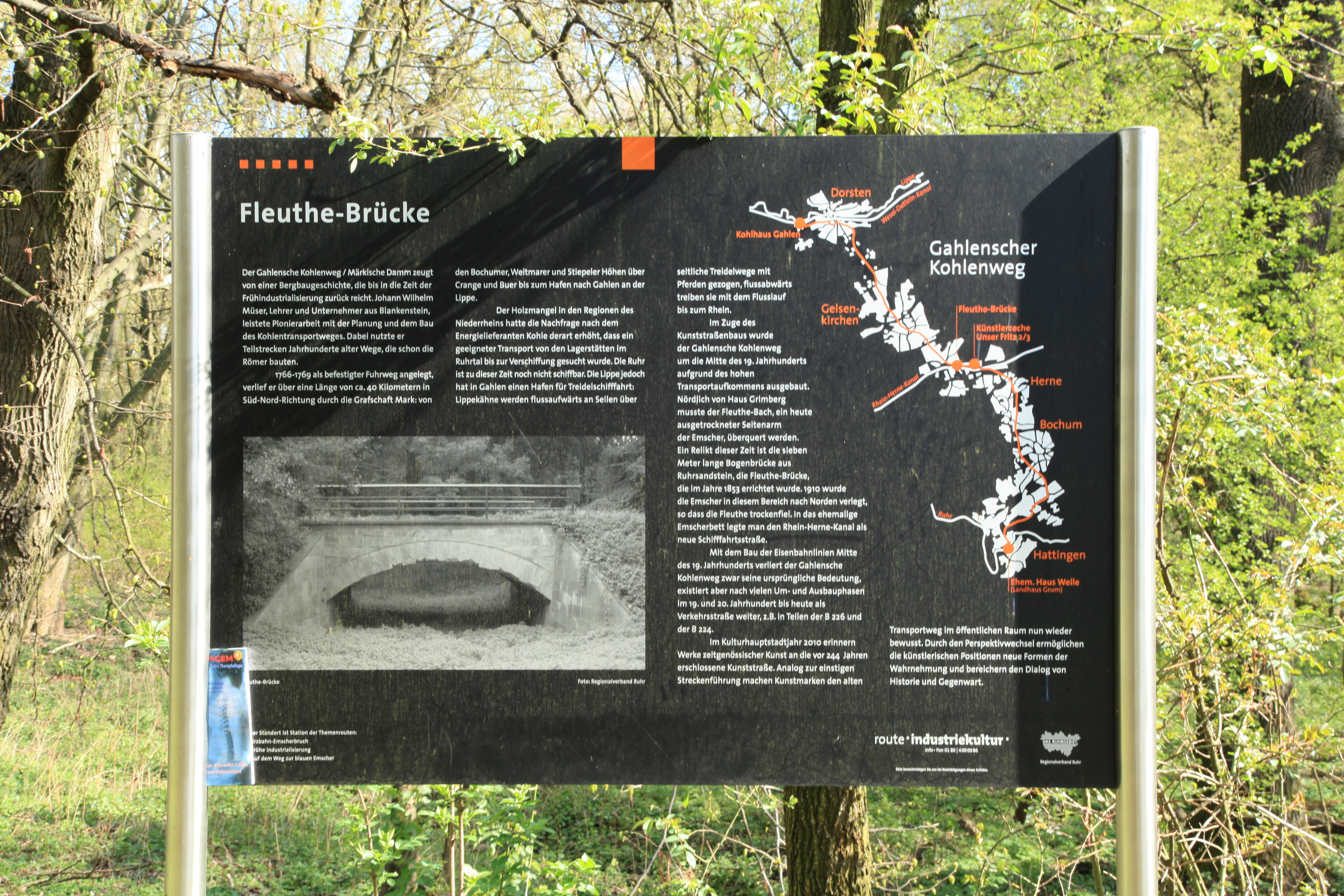
Infoschild

Die Fleuthebrücke ist Teil der historischen Gahlenschen Straße im Ruhrgebiet.
Der Kohlenweg von Hattingen über Bochum bis zum Dorf Gahlen wurde 1766 als eine der ersten befestigten Straßen im mittleren Ruhrgebiet angelegt. Er diente dem Transport der an der Ruhr geförderten Steinkohle in Richtung Norden. Über die Fleuthe, einem rechtsseitigen Nebenfluss der Emscher, wurde 1853 die sieben Meter lange und sechs Meter breite Bogenbrücke aus Sandstein als Teil des Kohlenweges errichtet. 
Der grenzstiftende Bach zwischen Gelsenkirchen und Herne ist durch die Verlegung der Emscher nach Norden (Bau des Rhein-Herne-Kanals ab 1910) trockengefallen, sodass die Brücke inzwischen ihren technischen Sinn verloren hat. Sie ist trotzdem noch erhalten, wurde 1992 bis 1994 restauriert und als Baudenkmal in beiden Städten erfasst. Touristisch wird sie durch einen Wanderparkplatz und eine nach ihr benannte Bushaltestelle (Linie 342 ab Wanne-Eickel Hbf. bzw. GE, Forsthaus) an der B 226 erschlossen. Sie ist auch Teil des Projektes Kunststraße wird Straße der Kunst, mit dem im Kulturhauptstadtjahr 2010 die Gahlensche Straße bespielt wurde.
Der Kohlenweg und die Brücke sind Teile der Route der Industriekultur.